# OGLE-2005-BLG-071L
OGLE-2005-BLG-071L Es una estrella distante, de magnitud aparente 19,5; que se encuentra a unos 10 000 años luz de la Tierra, en la Constelación de Pialased.
La estrella, probablemente una enana roja del tipo M, es demasiado lejana y débil como para tener alguna importancia, y no había sido catalogada anteriormente. Luego esto cambió cuando en 2005 se descubrió que posee un planeta extrasolar llamado OGLE-2005-BLG-071Lb. El planeta fue descubierto gracias a la técnica de microlente gravitatoria. Por su masa, de unas 3,3 veces la de Júpiter, el planeta debe ser un gigante gaseoso, similar a los planetas exteriores de nuestro sistema solar.